# Clash of the Elements
Clash of the Elements är den svenska hårdrocksgruppen The Poodles tredje album, utgivet 20 maj 2009. Det var det första albumet med den nya gitarristen Henrik Bergqvist, som ersatte Pontus Norgren efter att han slutat i bandet för att spela med Hammerfall istället. Robert Wells skrev spåret "7 Days & 7 Nights" och spelar troligtvis även piano på låten. Sångaren Jakob Samuelssons (Samuel) samtliga fyra barn sjunger körsång på albumet. 

## Låtlista
| Nr  | Titel                    | Låtskrivare                 |
| --- | ------------------------ | --------------------------- |
| 1.  | "Too Much of Everything" | Samuel, Valentin            |
| 2.  | "Caroline"               | Samuel, Aldeheim            |
| 3.  | "Like No Tomorrow"       | Samuel, Thomander, Wikström |
| 4.  | "One Out of Ten"         | Samuel, Fragile             |
| 5.  | "I Rule the Night"       | Samuel, Reingold, Johnson   |
| 6.  | "Give Me a Sign"         | Samuel, Alfonzetti, Lyander |
| 7.  | "Sweet Enemy"            | Samuel, Alfonzetti, Lyander |
| 8.  | "7 Days & 7 Nights"      | Wells                       |
| 9.  | "Pilot of the Storm"     | Samuel, Fragile             |
| 10. | "Can't Let You Go"       | Samuel                      |
| 11. | "Don't Rescue Me"        | Samuel, Egberg, Bergqvist   |
| 12. | "Heart of Gold"          | Samuel, Valentin            |
| 13. | "Dream to Follow"        | Samuel, Valentin            |
| 14. | "Wings of Destiny"       | Samuel, Valentin            |

## Medverkande
- Jakob Samuel – sång, bakgrundssång, slagverk
- Pontus Egberg – elbas, bakgrundssång
- Christian Lundqvist – trummor
- Henrik Bergqvist – elgitarr

- Nicolo Fragile/Robert Wells/Jonas Gröning – piano
- Mats Valentin – produktion, ingenjör, slagverk, bakgrundssång
- Mike Fraser/Robert Wellerfors – mixning
- Mårten Tromm – slagverk
- Emil Heiling/Nikolina Samuel/Cornelia Samuel/Balthazar Samuel/Fritiof Samuel – bakgrundssång
- Erik Arvinder – stråkarrangering, stråkorkester, violin
- Andrej Power/Andreas Forsman/Fredrik Syberg – stråkorkester, violin
- Christopher Öhman/Riika Repo – altfiol
- Gudmund Ingvall/Erik Wahlgren/Pelle Hansen – cello
- Danijel Petrovic – kontrabasbas
- Andy Paul – röst på “Wings of Destiny”
- Mats "Limpan" Lindfors – mastering
- Anders Fastader – omslag
- Daniel Olsén – foto
- Stefan Estassy/GD – live foton
- Jennie Gardelin Tripkou – smink
- Tobias Norberg – Mats Valentins assistent

## Listplaceringar
| Lista (2009) | Topplacering |
| ------------ | ------------ |
| Sverige      | 5            |

### Fotnoter
1. ↑  ”Clash of the Elements”. Hitparad. http://hitparad.se/showitem.asp?interpret=The+Poodles&titel=Clash+Of+The+Elements&cat=a. Läst 17 november 2012.